# 4195 Esambaev
4195 Esambaev је астероид главног астероидног појаса са средњом удаљеношћу од Сунца која износи 2,832 астрономских јединица (АЈ).
Апсолутна магнитуда астероида је 12,2.